# Museo de Historia Natural Dr. Carlos A. Torres de la Llosa
El Museo de Historia Natural Carlos A. Torres de la Llosa es museo dependiente del Consejo de Educación Secundaria. Se encuentra ubicado dentro del edificio del Instituto Alfredo Vázquez Acevedo
Posee una colección clásica y completa que contempla los  aspectos sistemáticos y evolutivos de las especies, desde las más simples a las más complejas.

## Características
El Museo de Historia Natural depende directamente del Consejo de Educación Secundaria de la Administración Nacional de Educación Pública, y está ubicado en el  edificio del Instituto Alfredo Vázquez Acevedo considerado como Monumento Histórico Nacional,  en el mismo, conviven otras instituciones como la Biblioteca Central de Enseñanza Secundaria y  el Observatorio Astronómico. Ha sido erigido con objetivos netamente educativos, si bien se realizan en él actividades académicas de extensión y formación, puesto que cuenta con un anfiteatro para talleres y conferencias.
En sus comienzos estuvo bajo la dirección del  Dr. Roberto Berro.
En el año 1920 fue confiada la organización de la colección existente en el museo al doctor Carlos A. Torres de la Llosa, quien fuera Director Honorario hasta 1959, año de su fallecimiento. Cabe destacar que el doctor Torres de la Llosa accedió al cargo mediante concurso de la Cátedra de Historia Natural, dependiente en ese entonces de la Universidad de la República.
El acervo del museo se ha nutrido de donaciones de docentes y estudiantes, y está representado por importantes ejemplares de la fauna autóctona del Uruguay.

## Nombramiento y organización
El 14 de setiembre de 1960 se designa al Museo de Historia Natural con el nombre de Dr. Carlos Torres de la Llosa en homenaje a quien durante décadas fuera director de la Institución y trabajara con el objetivo de enriquecer la colección existente.
La organización de los ejemplares está inspirada en los museos europeos, con una marcada tendencia naturalista.
Cuenta con siete departamentos: Antropología, Botánica, Ciencias Minerales, Histología, Paleontología, Salud y Medio Ambiente y Zoología.

## Galería

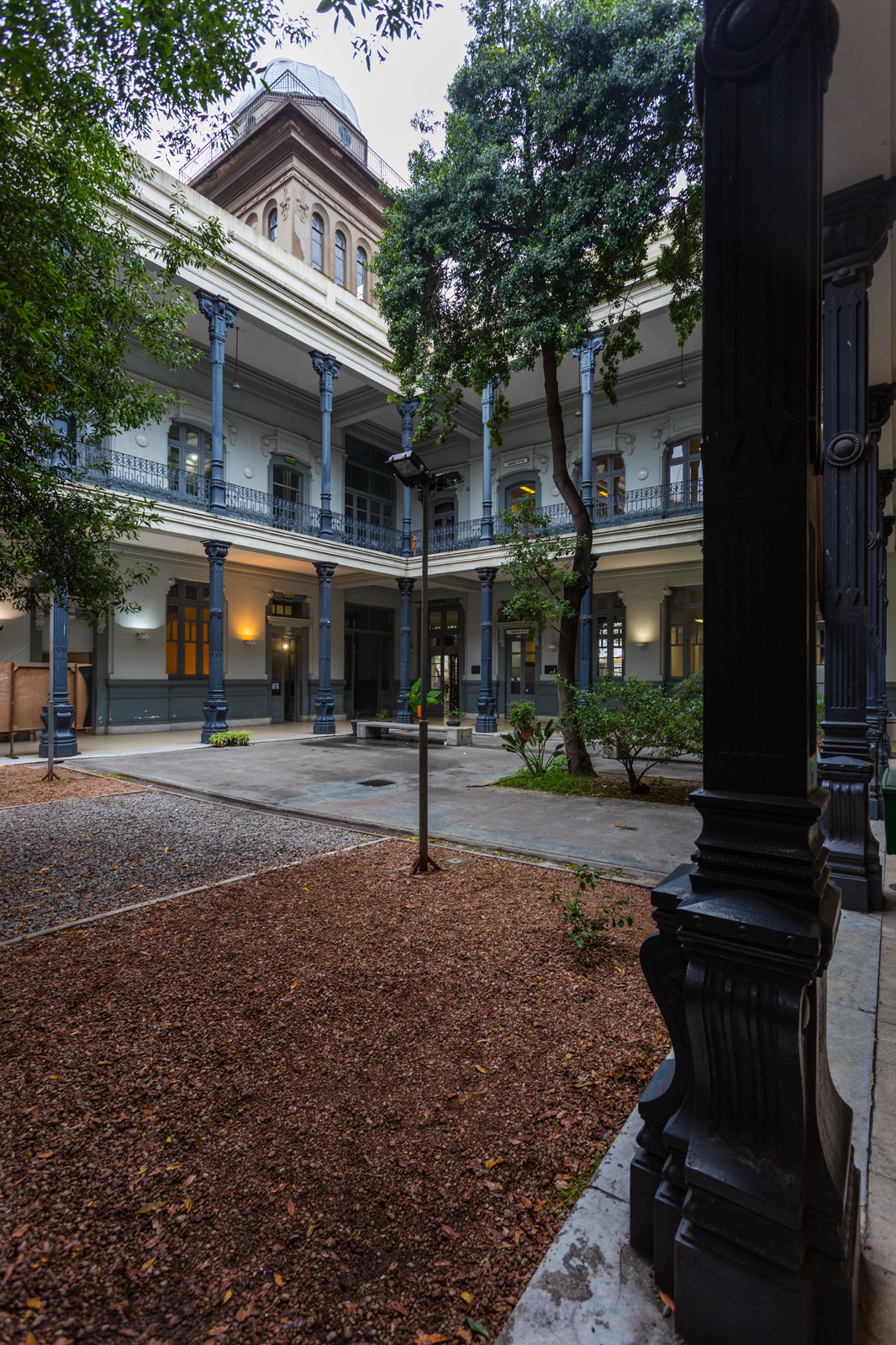
Interior del instituto.
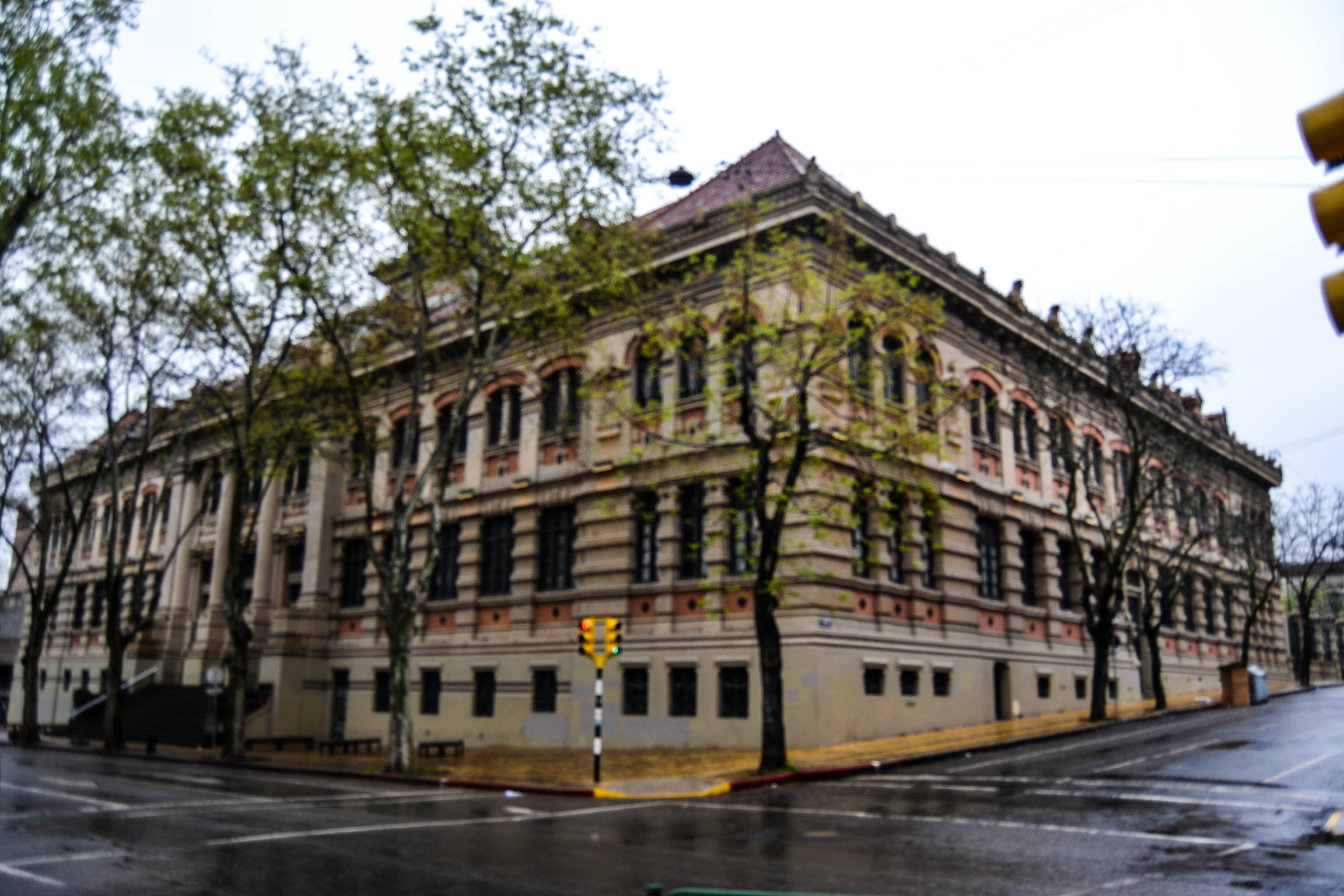
Vista del edificio
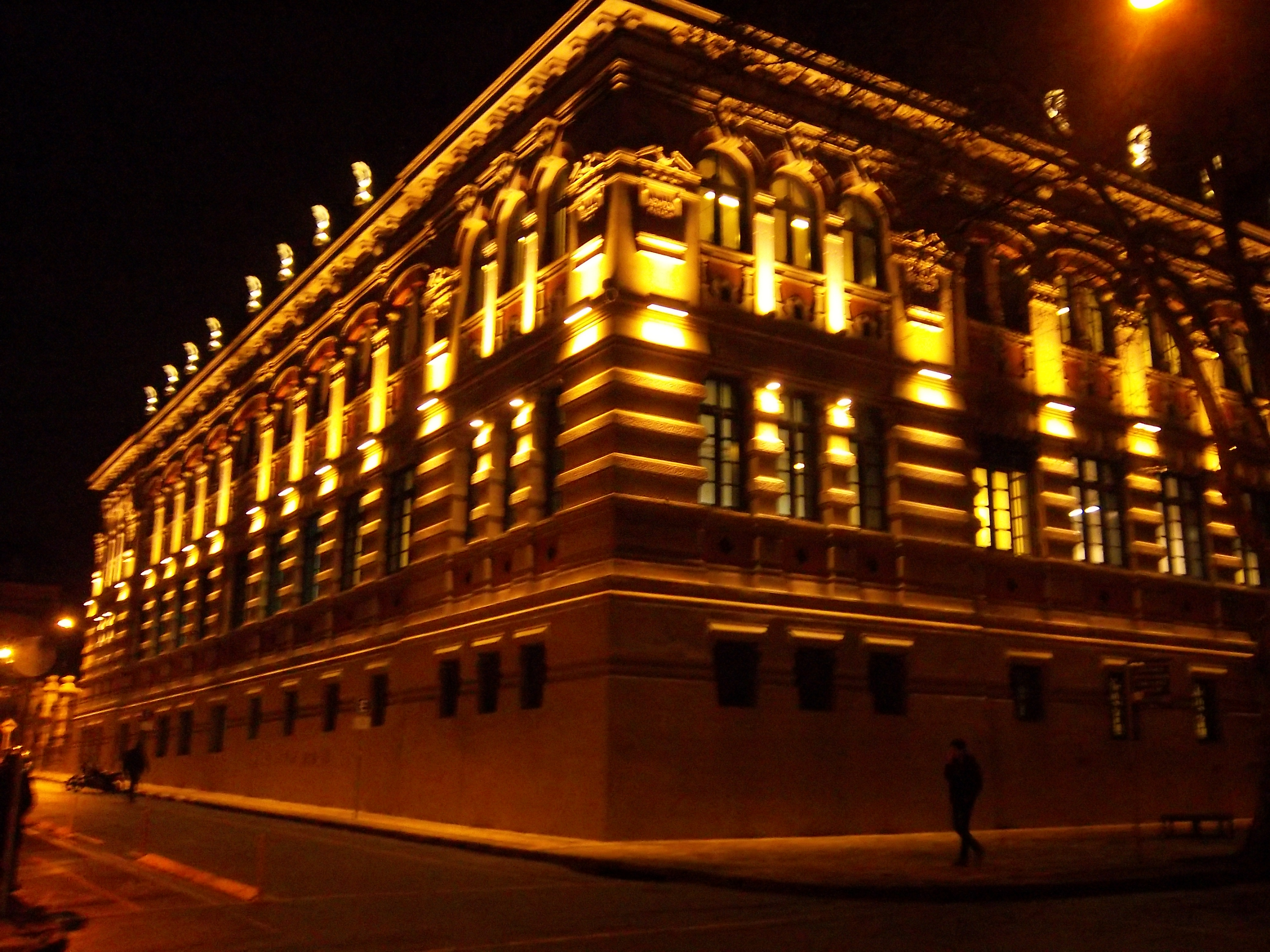
Vista de la fachada.